# Dreiländerspitze
Dreiländerspitze (Vârful trei landuri) este un munte cu altitudinea de 3.197 m deasupra n.m. El se află punctul de întâlnire a granițelor landurilor Tirol, Vorarlberg și Graubünden din Elveția si Austria. 